# Echo of Soul
Echo of Soul(з англ. Відлуння душі) —  відеогра жанру багатокористувацька рольва онлайн-гра (MMORPG). Розроблена корейською студією Nvius та локалізована в Північній Америці та Європі компанією Aeria Games.
Відкритий бета-тест стартував у Південній Кореї 11 вересня, 2013 року, у Китаї  —  31 жовтня, 2014 року та на Заході  —  28 травня, 2015 року. 

## Ігровий процес
Гра представляє собою класичну MMORPG-гру з нон-таргет системою, що працює на рушії Unreal Engine 3. Набираючи досвід в боях з чудовиськами та іншими противниками у підземеллях та на полях бою, персонаж гравця підвищує свій рівень розвитку. Досягнувши 7-го, він може вивчити професію, яких всього є три. Ювелір (англ. Jeweler) здатний створювати корисні аксесуари, Алхімік (англ. Alchemists) вміє робити лікувальні зілля, а Збирач ресурсів (англ. Resource collectors) розшукує і збирає руди й зілля для майстрів.
Гравці можуть об'єднуватися в гільдії задля спільної вигоди, але тільки після того, як досягнуть 20-го рівня розвитку. Гільдії можливо заснувати в одному з чотирьох основних міст ігрового світу. Початково гільдії мирні, але можуть почати війну з іншими гільдіями, борючись з противниками поза основними містами протягом семи днів.
Особливістю гри є система душ, яка змінює характеристики персонажа. Всього є 5 видів душ: Хаосу, Надії, Невинності, Хоробрості та Миру. Вони добуваються в битвах з переможених ворогів початково у формі душ Хаосу і перетворюються в інші види у містах після відвідування Святилищ душ.
Коли персонаж розвивається до максимального рівня, йому стають доступні Нескінченні підземелля (англ. Infinite Dungeon), які щоразу відкривають нові підземелля і нових противників. Нескінченні підземелля складаються з низки території, де гравець повинен перемогти всіх ворогів, щоб пройти до наступної території. Однак входити туди можна не частіше 30-и разів на тиждень. Також високорівневим гравцям відкривається Вальгалла (англ. Valhalla), звідки можна, борючись з чудовиськами, винести есенцію Хоробрості, недоступну більш ніде. Увійти до Вальгалли можуть тільки члени гільдій, що оголосили війну принаймні іншим п'ятьом гільдіям.

### Ігрові класи
У грі є 5 класів: Воїн, Вартовий, Лучник, Шахрай та Маг.
- Воїн (англ. Warrior) — герой ближнього бою, який може виступати в ролі Берсеркера (завдаючи тим більше ушкоджень, чим довше б'ється) або Захисника (більш витривалого і здатного захищати союзників).
- Розбійник (англ. Rogue) — герой, що завдає значних ушкоджень і володіє високою швидкістю атаки, а також знається на використанні отрут та бойових хитрощів.
- Вартовий (англ. Guardian) — використовує сили духів природи, якими може як атакувати сам, так і посилювати союзників.
- Чарівниця (англ. Sorceress) — попри оманливий вигляд слабкого воїна, вирізняється використанням потужної магії льоду та вогню.
- Лучник (англ. Archer) — володіє високою швидкістю атак та великим радіусом ураження. В бою користується як луком, так і магічною музикою.
- Чародій (англ. Warlock) — воїн динамічного бою, який б'ється як в дистанційному, так і ближньому бою. Вирізняється застосуванням проклять і прикликанням нечистої сили на свій бік[3].

## Сюжет
Сюжетна лінія бере свій початок у вигаданому фентезійному світі, де колись відбувалася Війна творців (War of the Creators). Боги боролися з Гігантами (англ. Giants) за володіння світом, і врешті Гіганти були переможені. Проте кров короля Гігантів, Їміра (англ. Ymir), загрожувала отруїти світове дерево, яке підтримувало світ. Богиня Фрігг (англ. Frigg) та бог Одін (англ. Odin) вирішили запобігти катастрофі, для чого обрали Збирачів душ, одним з яким і виступає гравець.

## Нагороди
- Echo of Soul отримала нагороду «Найкраща MMORPG 2014» В Таїланді на Thailand Game Show Festival.